# Małe Miasteczka
Małe Miasteczka – trzeci studyjny album grupy Wszystkiego Najlepszego, zarejestrowany w prywatnym studio nagrań Rafinski.eu w Bydgoszczy.
Płyta ukazała się w 2023 i zawiera dwanaście premierowych utworów, do których muzykę skomponował Maciej Rzeźnikowski. Autorami tekstów są: Aleksandra Bacińska, Krzysztof Kasperczyk, Maciej Rzeźnikowski.
W plebiscycie Radio Danielka, głosami słuchaczy, płyta została wybrana płytą roku 2023
W plebiscycie audycji "Baza Ludzi z Mgły" Radia Rzeszów płyta zajęła czwarte miejsce

## Muzycy
- Justyna Rzeźnikowska  – śpiew, instrumenty perkusyjne
- Beata Łapińska - śpiew
- Maciej Rzeźnikowski - gitara, śpiew
- Iwo Jankowski - gitara akustyczna, śpiew
- Tomasz Keszkowski - gitara, harmonijka ustna, śpiew
- Sławomir Szymeczko - gitara basowa

gościnnie:
- Tomasz Pawlicki - flet poprzeczny (2, 5)
- Tomasz "Pasta" Pastuszak - harmonijka ustna (4, 7, 10, 11)
- Łukasz Rafiński - flugelhorn (5)
- Izabela Kamińska - skrzypce (1, 6, 9, 12)
- Grzegorz Bielawski - śpiew
- Pola Rzeźnikowska - (9)

## Lista utworów
| 1.  | "Może Już Czas Powrócić Z Gór" sł. Krzysztof Kasperczyk, muz. Maciej Rzeźnikowski | 4:03  |
|     |                                                                                   |       |
| 2.  | "Ty jak muzyka" sł. Krzysztof Kasperczyk, muz. Maciej Rzeźnikowski                | 5:06  |
|     |                                                                                   |       |
| 3.  | "Listopadowa" sł. Aleksandra Bacińska, muz. Maciej Rzeźnikowski                   | 4:08  |
|     |                                                                                   |       |
| 4.  | "Karafka" sł. i muz. Maciej Rzeźnikowski                                          | 3:43  |
|     |                                                                                   |       |
| 5.  | "Przecinki i kropki" sł. Aleksandra Bacińska, muz. Maciej Rzeźnikowski            | 3:43  |
|     |                                                                                   |       |
| 6.  | "Na cztery pory roku" sł. i muz. Maciej Rzeźnikowski                              | 3:13  |
|     |                                                                                   |       |
| 7.  | "Terra felix" sł. Krzysztof Kasperczyk, muz. Maciej Rzeźnikowski                  | 4:20  |
|     |                                                                                   |       |
| 8.  | "Śpij" sł. Aleksandra Bacińska, muz. Maciej Rzeźnikowski                          | 4:27  |
|     |                                                                                   |       |
| 9.  | "Dla przyjaciół" sł. Krzysztof Kasperczyk, muz. Maciej Rzeźnikowski               | 4:01  |
|     |                                                                                   |       |
| 10. | "W naszej kuchni zimą" sł. Krzysztof Kasperczyk, muz. Maciej Rzeźnikowski         | 3:41  |
|     |                                                                                   |       |
| 11. | "Nie żal" sł. Krzysztof Kasperczyk, muz. Maciej Rzeźnikowski                      | 4:42  |
|     |                                                                                   |       |
| 12. | "Małe miasteczka" sł. Krzysztof Kasperczyk, muz. Maciej Rzeźnikowski              | 4:50  |
|     |                                                                                   |       |
|     |                                                                                   | 49:57 |
|     |                                                                                   |       |

## Informacje uzupełniające
- Realizacja dźwięku, miks, mastering – Łukasz Rafiński
- Projekt graficzny okładki – Łukasz Sobkowski (grafika), Szymon Milner (projekt)

- Aranżacje instrumentalne (skrzypce) – Justyna Rzeźnikowska* (9), Paweł Tomasz Grajnert (1, 6, 12)
- Aranżacje wokalne– Justyna Rzeźnikowska* ( 2, 3, 4, 8, 10, 11)